# Matevž Hafner
Matevž Hafner, slovenski gospodarstvenik in inženir strojništva, * 20. september 1909, Škofja Loka, † 29. maj 1970, Ljubljana.

## Življenje in delo
Diplomiral je leta 1933 na Strojni fakulteti na Dunaju. Najprej je bil zaposlen v Strojnih tovarnah in livarnah v Ljubljani. Od leta 1939 dalje je bil zaposlen v Železarni Jesenice. Od leta 1948 dalje je v Zenici (BiH) gradil novo železarno. V letih 1960−1970 je bil generalni direktor železarne na Jesenicah.